# Castillo de Peñaflor (Cuerva)
El castillo de Peñaflor es un castillo situado en el municipio de Cuerva, en la provincia de Toledo (Castilla-La Mancha, España).

## Situación
El castillo de Peñaflor se encuentra en la localidad de Cuerva, en el sur de la provincia de Toledo, al lado de la carretera TO-7812-V que une dicha localidad con Gálvez.

## Historia
El castillo de Peñaflor fue construido probablemente bajo el reinado de Alfonso X el Sabio, en el siglo XIII. Fue adquirido por el adelantado de Cazorla Juan Carrillo en el siglo XV. Posteriormente fue vendido a Garcilaso de la Vega, padre del poeta con el mismo nombre, y fue heredado por Pedro Laso de la Vega, su hijo mayor, quien habitó en Cuerva, al igual que sus descendientes hasta el siglo XVII.
Sus últimos dueños, los condes de Oñate, se desentendieron del edificio en 1576 porque se encontraba muy destruido. En 1881 toda la fachada principal fue demolida para obtener grava para la carretera que pasa frente a él.

## Descripción y características
La planta del edificio es rectangular y tiene tres torres circulares en los ángulos. Sus muros terminan en un adarve que se alarga por todo su coronamiento, del que sólo se conservan los matacanes. Los muros tienen un gran número de ventanas de gran tamaño, en cambio, no existen saeteras. En sus muros se advierte también la existencia de al menos 3 plantas.
Posee dos cuerpos avanzados ante el paño este, uno de ellos muy anterior al resto del castillo. Parece ser que no tuvo ni torre del homenaje ni foso. Tampoco existen restos de una barrera que pudiera proteger al castillo.

## Estado de conservación
Se encuentra en estado de ruina avanzada y sólo se conservan tres de sus fachadas, faltando totalmente el interior. Es propiedad del Ayuntamiento de Cuerva y se encuentra protegido por la Declaración genérica del Decreto de 22 de abril de 1949, y la Ley 16/1985 sobre el Patrimonio Histórico Español.